# Lepturasta russa
Lepturasta russa är en skalbaggsart som beskrevs av Leon Fairmaire 1901. Lepturasta russa ingår i släktet Lepturasta och familjen långhorningar.
Artens utbredningsområde är Madagaskar. Inga underarter finns listade i Catalogue of Life.